# Хајланд Милс (Њујорк)
Хајланд Милс (енгл. Highland Mills) град је у америчкој савезној држави Њујорк.

## Демографија
По попису из 2000. године број становника је 3.468.
| Група             | 2000.         | 2010.    |
| Белци             | 2.828 (81,5%) | 0 (0,0%) |
| Афроамериканци    | 176 (5,1%)    | 0 (0,0%) |
| Азијати           | 94 (2,7%)     | 0 (0,0%) |
| Хиспаноамериканци | 314 (9,1%)    | 0 (0,0%) |
| Укупно            | 3.468         | 0        |